# Camp Hale

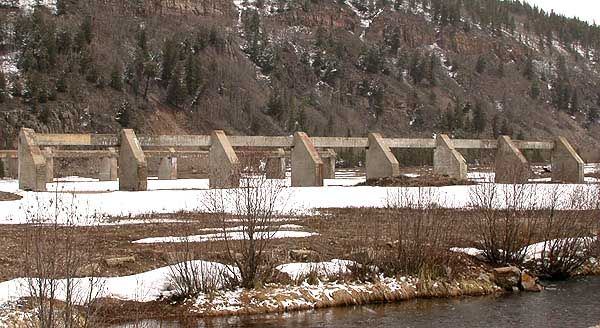
Des ruines de hangars en avril 2005.

Camp Hale, situé entre Red Cliffs et Leadville dans la vallée de Eagle river dans le Colorado, était un centre d’entraînement de l’armée américaine construit en 1942 pour ce qui est devenu la 10e division de montagne. Il a été nommé en l'honneur du Général Irving Hale. Les soldats y étaient entraînés à l’alpinisme, au ski, et à la survie par temps froid. Dans sa période pleinement opérationnelle, il hébergeait environ 15 000 soldats.

## Histoire

### Camp de prisonniers de guerre
Il a servi en 1944 de camp de prisonniers de guerre, 3 650 d'entre eux étant répartis dans 17 sites dépendant de celui-ci. Les détenus étaient affectés à des tâches agricoles et étaient payés 80 cents de dollar américain par jour. Parmi ces prisonniers, 400 étaient des troupes de la Deutsches Afrikakorps de l'Allemagne nazie.

### ST Circus, guérilla tibétaine
De 1959 à 1964, des paramilitaires du Chushi Gangdruk, dont Chime Namgyal, ont été secrètement entraînés à Camp Hale par la CIA. Le site a été choisi en raison des similarités entre les Montagnes Rocheuses et la chaîne de l'Himalaya. Les Tibétains adoraient tant l’environnement qu'ils l’ont surnommé le camp « Dhumra » signifiant « le jardin ». La CIA a fait circuler une histoire dans la presse locale selon laquelle le Camp Hale allait devenir le site de tests atomiques et serait une zone de haute sécurité. Jusqu'à la fermeture du camp en 1964, la totalité du secteur a été interdite d'accès et son périmètre patrouillé par la police militaire. Dans la ville minière proche de Leadville, où les instructeurs de Camp Hale se rendaient de temps en temps en permission, de nombreuses rumeurs se répandaient au sujet du camp mais personne n’a deviné sa véritable fonction.
Le projet pour le Tibet était baptisé « ST Circus », et était similaire à la fois à l’opération de la CIA pour entraîner les paramilitaires cubains pour ce qui est devenu plus tard le débarquement de la baie des Cochons et à l’armement et l’entraînement par l’armée américaine des moudjahidines lors de la Guerre d'Afghanistan (1979-1989). En tout, environ 259 Tibétains ont été entraînés à Camp Hale. Quelques-uns ont été parachutés au Tibet afin qu’ils rejoignent le groupe paramilitaire Chushi Gangdruk et les groupes de résistance locaux, dont la plupart périrent en protégeant la retraite civile du Tibet en Inde, leurs positions étant prises par les soldats de l’armée populaire de libération. D'autres furent envoyés par voie terrestre au Tibet pour des missions de renseignement. D'autres encore étaient utilisés pour établir les forces de résistance tibétaines subventionnées par la CIA qui ont opéré au Mustang, dans le nord du Népal (1959-74). Après le démantèlement du Camp Hale en 1964, aucun Tibétain n’est resté dans le Colorado.
L'île de Saipan était également utilisée pour l’entraînement de la guérilla tibétaine dans le cadre de ST Circus.
De 1958 à 1960, Anthony Poshepny a entraîné divers commandos d'opérations spéciales, y compris des Khampas tibétains et des musulmans Hui, pour des opérations en Chine contre le gouvernement communiste. Poshepny a parfois prétendu qu'il avait escorté personnellement le 14e dalaï lama hors du Tibet, mais ceci a été démenti, à la fois par les anciens officiers de la CIA impliqués dans l'opération du Tibet, et par le Gouvernement tibétain en exil (Administration centrale tibétaine).

### Patrimonialisation
En 1964, le Camp Hale a été démantelé et la zone a été confiée au Service des forêts des États-Unis. Depuis 1974, le secteur a renoué avec ses racines en devenant un centre de formation et de développement de la jeunesse. Une organisation à but non lucratif du Comté d'Eagle, Meet The Wilderness, a utilisé le site pour exposer la jeunesse défavorisée à de nombreux défis extérieurs identiques à ceux expérimentés par la 10e division de montagne.
En 2003, il y eut un effort de nettoyage pour enlever certaines des munitions non explosées du site.
En 2022 l'ancien camp est inclus dans un monument national du nom de Camp Hale-Continental Divide National Monument.